# The Boy from Oz
The Boy from Oz ist der Titel mehrerer Werke, die auf dem Leben von Peter Allen basieren. Das Musical The Boy from Oz wurde am 5. März 1998 in Sydney im Her Majesty’s Theatre uraufgeführt und feierte am Broadway am 16. Oktober 2003 mit Hugh Jackman in der Hauptrolle Premiere.

## Handlung
Das Musical beginnt mit dem Auftritt Peter Allens als Künstler – in der Broadway-Inszenierung mit dem Abstieg der Hauptperson aus der Bühnenbeleuchtung auf einen auf der Bühne stehenden Flügel. Der Rückblick auf das eigene Leben beginnt mit der Kindheit des Peter Woolnough, der in den 1950er Jahren in seiner Heimatstadt erste Auftritte als Sänger hat. Mit Chris Bell formt er in den 1960er Jahren das Duo Allen Brothers – nicht zu verwechseln mit dem gleichnamigen Duo der 1930er Jahre – und tritt unter anderem in der Fernsehshow Australian Bandstand auf. Nach Erfolgen in der Heimat begegnen sie bei einem Auftritt in Hong Kong der legendären Judy Garland, die sie überzeugen können, das Duo als Vorgruppe ihres eigenen Konzerts in New York City einzusetzen. In New York lernt Peter Judy Garlands Tochter Liza Minnelli kennen und verliebt sich in sie. Trotz Gerüchten um Peters Homosexualität und Warnungen ihrer Mutter heiratet Liza Peter.
Trotz ihrer Liebe pflegen Peter und Liza sehr unterschiedliche Lebensstile. Während Liza hart an ihrer Karriere arbeitet, gibt sich Peter einem exzessiven Partyleben hin. Liza, deren Leistungen von Peter anerkannt werden, macht ihm dennoch Vorwürfe wegen seines ausschweifenden Lebens und konfrontiert ihn mit seiner vermuteten Homosexualität. Einem Zusammenbruch Lizas nach dem Tod ihrer Mutter folgt bald die Trennung der beiden. Peter kehrt nach Australien zurück, um seine Mutter zu besuchen, stellt aber fest, dass eine wirkliche Heimkehr in sein früheres Leben nicht möglich ist. Damit endet der erste Akt des Stückes.
Im zweiten Akt ist Peter in die Vereinigten Staaten zurückgekehrt und betreibt eine Solokarriere. Gleichzeitig setzt er sich mit seiner Bisexualität auseinander. Er verliebt sich in das Model Greg Connell, einen fleißigen und bodenständigen Mann. Greg verliebt sich seinerseits in Peter, tut sich mit dessen Lebensstil und dem Showbusiness aber schwer. Greg befürchtet, nicht in Peters Welt zu passen, ohne sich selbst aufgeben zu müssen. Dennoch begleitet er ihn durch die Höhepunkte seiner Karriere, die im Gewinn des Oscars für den besten Filmsong Best That You Can Do und Auftritten in der Radio City Music Hall gipfeln. In dieser Zeit entdeckt Peter zudem mit Überraschung, dass auch seine Mutter eine neue Liebe gefunden hat. Das Glück hält aber nicht lange an, denn beinahe gleichzeitig zeigt sich Gregs AIDS-Erkrankung, derentwegen dieser auf Distanz zu Peter geht. In dieser Situation verhält sich Peter jedoch selbstlos und steht Greg bis zu dessen Ende bei.
Auch Peter erkrankt an AIDS, der Geist Gregs treibt ihn jedoch an, seine Karriere fortzusetzen, während er auch von Lizas Seite Unterstützung erfährt. Peter reist zu einem Konzert nach Sydney und versucht, seiner Mutter von seiner Krankheit zu erzählen, findet aber nicht die richtigen Worte. Bevor er der Krankheit erliegt, klingt der zweite Akt mit einer großen Schlussnummer aus den Songs Once before I go und I go to Rio aus.

## Produktionsgeschichte
Unter dem Titel The Boy from Oz wurde 1995 eine Fernsehdokumentation über das Leben Peter Allens ausgestrahlt und zwei Jahre später erschien die gleichnamige Biografie von Stephen MacLean. Das gleichnamige Musical unter der Regie von Gale Edwards wurde Anfang März 1998 vor 800 geladenen Gästen im Her Majesty’s Theatre in Sydney uraufgeführt, unter denen sich viele ehemalige Kollegen und Freunde Allens befanden. Die Titelrolle spielte Todd McKenney. Die Rolle der Judy Garland spielte Divinyls-Sängerin Chrissy Amphlett, als Liza Minnelli trat Angela Toohey auf, den jungen Peter Allen spielte der achtjährige Debütant Mathew Waters. Die Produktion erreichte in mehr als 750 Aufführungen, unter anderem in Brisbane, Melbourne, Adelaide und Perth, mehr als eine Million Zuschauer. Im Jahr 2001 wurde die Produktion bei den Helpmann Awards mit acht Nominierungen bedacht, von denen sie in vier Kategorien, unter anderem als Bestes Musical, ausgezeichnet wurde.
Eine Neuproduktion mit Hugh Jackman als Peter Allen entstand im Jahr 2003 nach einem von Martin Sherman überarbeiteten Drehbuch am Imperial Theatre am Broadway. Die erste von 32 Voraufführungen fand am 16. September 2003 statt. Bis zum 12. September 2004 folgten 364 reguläre Vorstellungen. Maßgeblich für diesen Erfolg war unter anderem die Leistung von Jackman, der Kritiker und Publikum gleichermaßen begeisterte. Er erhielt u. a. den Tony Award als Bester Hauptdarsteller in einem Musical. Den Produktionskosten von mehr als 8 Millionen Dollar standen Bruttoeinnahmen von 42 Millionen Dollar gegenüber.
Im Sommer 2006 ging das Stück erneut in Australien auf Tournee. Unter dem Titel Boy from Oz Arena Spectacular und der Regie von Kenny Ortega war die Tournee für Stadien mit mehr als 10.000 Zuschauern konzipiert. Die Besetzung verband mit Hugh Jackman als Peter Allen Darsteller der Broadwayproduktion mit Protagonisten der ersten australischen Produktion. So spielten erneut Chrissy Amphlett und Angela Toohey ihre Rollen aus dem Jahr 1998. Den Bühnendimensionen entsprechend agierten eine 40-köpfige Tanz- und Gesangstruppe und ein 25-köpfiges Orchester. Ergänzt wurden diese durch bis zu 100 Personen starke Mädchenchöre.
Weitere australische Produktionen übernahm die non-profit-Gesellschaft The Production Company in Melbourne in den Jahren 2010 mit dem ursprünglichen Hauptdarsteller Todd McKenney und 2018 zum 20-jährigen Premierenjubiliäum mit Rohan Browne als Peter Allen und Caroline O’Connor als Judy Garland. Eine spanischsprachige Produktion kam 2013 in Lima mit Marco Zunino in der Hauptrolle auf die Bühne.

## Besetzung

### Broadway-Produktion 2003
- Hugh Jackman: Peter Allen
- Stephanie J. Block: Liza Minnelli
- Jarrod Emick: Greg Connell
- Mitchel David Federan: Junger Peter
- Beth Fowler: Marion Woolnough (Peters Mutter)
- Isabel Keating: Judy Garland
- Michael Mulheren: Dick Woolnough (Peters Vater) / Dee Anthony
- Brad Anderson: Trick/Mark Herron

- Produktion: Ben Gannon and Robert Fox
- Musik und Liedtexte: Peter Allen
- Buch: Martin Sherman
- Originalbuch: Nick Enright
- Regie: Philip William McKinley
- Choreografie: Joey McKneely

### Australien-Tour 2006
Von August bis Oktober 2006 lief das Musical als „Arena-Show“ in verschiedenen Städten Australiens, erneut mit Jackman in der Hauptrolle.
Besetzung:
- Hugh Jackman: Peter Allen
- Chrissy Amphlett: Judy Garland
- Colleen Hewett: Marion Woolnough
- Angela Toohey: Liza Minnelli
- Murray Bartlett: Greg
- Peter Hardy: Dick Woolnough / Dee Anthony

## Titelliste der Broadwayproduktion

### 1. Akt
| Songtitel                              | Interpret                          | Autoren (wenn nicht Peter Allen)                             |
| -------------------------------------- | ---------------------------------- | ------------------------------------------------------------ |
| The Lives of Me                        | Peter                              |                                                              |
| When I Get My Name in Lights           | Junge und Ensemble                 |                                                              |
| When I Get My Name in Lights (Reprise) | Peter                              |                                                              |
| Love Crazy                             | Chris Bell, Peter und Ensemble     | Allen, Adrienne Anderson                                     |
| Waltzing Matilda (in Mandarin)         | Peter und Chris                    | Banjo Patterson                                              |
| All I Wanted Was the Dream             | Judy Garland                       |                                                              |
| Only an Older Woman                    | Judy, Peter, Chris und Mark Herron |                                                              |
| Best That You Can Do                   | Peter und Liza Minnelli            | Allen, Burt Bacharach, Carole Bayer Sager, Christopher Cross |
| Don’t Wish Too Hard                    | Judy                               | Allen (Musik), Sager (Text)                                  |
| Come Save Me                           | Liza und Peter                     |                                                              |
| Continental American                   | Peter und Ensemble                 | Allen (Musik), Sager (Text)                                  |
| She Loves To Hear The Music            | Liza und Ensemble                  | Allen (Musik), Sager (Text)                                  |
| Quiet Please, There’s A Lady On Stage  | Peter und Judy                     | Allen (Musik), Sager (Text)                                  |
| I’d Rather Leave While I’m in Love     | Liza und Peter                     | Allen (Musik), Sager (Text)                                  |
| Not the Boy Next Door                  | Peter und Marion Woolnough         | Allen (Musik), Dean Pitchford (Text)                         |

### 2. Akt
| Songtitel                             | Interpret                                         | Autoren (wenn nicht Peter Allen)      |
| ------------------------------------- | ------------------------------------------------- | ------------------------------------- |
| Bi-Coastal                            | Peter and Trio                                    | Allen, David Foster, Tom Keane        |
| If You Were Wondering                 | Peter und Greg Connell                            |                                       |
| Sure Thing Baby                       | Dee Anthony, Greg, Peter, Trio und Männerensemble |                                       |
| Everything Old is New Again           | Peter und The Rockettes                           | Allen (Musik), Sager (Text)           |
| Everything Old is New Again (Reprise) | Marion, Dee und Greg                              | Allen (Musik), Sager (Text)           |
| Love Don’t Need a Reason              | Peter und Greg                                    | Allen, Michael Callen, Marsha Malamet |
| I Honestly Love You                   | Greg                                              | Allen, Jeff Barry                     |
| You and Me                            | Liza und Peter                                    | Allen (Musik), Sager (Text)           |
| I Still Call Australia Home           | Peter und Ensemble                                |                                       |
| Don’t Cry Out Loud                    | Marion                                            | Allen (Musik), Sager (Text)           |
| Once Before I Go                      | Peter                                             |                                       |
| I Go To Rio                           | Peter und Begleitung                              | Allen, Anderson                       |

## Auszeichnungen
Preise für Hugh Jackman:
- Tony Award
- TDF-Astaire Award in der Kategorie Best Male Dancer on Broadway
- Drama Desk Award in der Kategorie Best Actor
- Outer Critics Circle Award in der Kategorie Outstanding Actor
- Theatre World Award

Weitere Preise
- Theatre World Award für Mitchel David Federan und Isabel Keating
- Drama Desk Award in der Kategorie Outstanding Featured Actress in a Musical für Isabel Keating